# Gary Suiter
Gary G. Suiter (Albuquerque, 18 gennaio 1945 – Rio Rancho, 23 ottobre 1982) è stato un cestista statunitense, professionista nella NBA.